# Scorpiops kovariki
Espèce
Scorpiops kovariki est une espèce de scorpions de la famille des Scorpiopidae.

## Distribution
Cette espèce est endémique du Tibet en Chine. Elle se rencontre dans le xian de Zayü.

## Description
La femelle holotype mesure 32,95 mm.

## Systématique et taxinomie
Cette espèce a été décrite par Tang, Ouyang, Liu et Šťáhlavský en 2024.

## Étymologie
Cette espèce est nommée en l'honneur de František Kovařík. 

## Publication originale
- Tang, Ouyang, Liu & Šťáhlavský, 2024 : « Three new species of genus Scorpiops Peters, 1861 from Tibet, China (Scorpiones: Scorpiopidae), with implications for the diagnostic values of qualitative characters. » Euscorpius, no 394, p. 1-40 (texte intégral).